# Vertrag von Woodstock
Der Vertrag von Woodstock war ein am 30. April 1247 geschlossener Friedensvertrag zwischen den Fürsten von Gwynedd und dem englischen König Heinrich III. Er beendete den 1244 von Fürst Dafydd ap Llywelyn begonnenen Krieg, mit dem dieser sich von der englischen Oberherrschaft befreien wollte. 

## Vorgeschichte
1241 hatte der englische König Heinrich III. mit einem raschen Feldzug den jungen walisischen Fürsten Dafydd ap Llywelyn unterworfen und ihm seine Oberhoheit aufgezwungen. Mit Hilfe eines von ihm geführten Bündnisses der walisischen Fürsten wollte sich Dafydd von der englischen Oberhoheit befreien, worauf es 1244 zu einem neuen Krieg zwischen Gwynedd und England kam. Die englischen Truppen konnten in einem Feldzug im August 1245 Nordwales bis zum River Conwy besetzen, doch der weitere Vormarsch stockte, und schließlich musste sich der König im Oktober nach Chester zurückziehen. Als Fürst Dafydd jedoch im Februar 1246 überraschend starb und der englische Feldherr Nicholas de Moels im Sommer 1246 eine Armee von Carmarthen durch das Bergland von Wales bis nach Deganwy Castle führte, wurde Nordwales bis zum Conwy wieder besetzt. Ohne Nachschub und geschwächt durch eine Hungersnot, zerfiel das Bündnis der walisischen Fürsten, die nach und nach Frieden mit dem englischen König schlossen. Im Frühjahr 1247 ergaben sich Llywelyn und Owain Goch, die als Söhne von Dafydds verstorbenen Bruder Gruffydd ap Llywelyn die Herrschaft in Gwynedd übernommen hatten, dem englischen König.

## Vertragsbedingungen
Am 30. April 1247 mussten Owain und Llywelyn im Palast von Woodstock dem englischen König Heinrich III. huldigen. Da Dafydd ap Llywelyn ohne männliche Nachkommen gestorben war, hätte Gwynedd nach den 1241 von ihm mit dem König vereinbarten Bestimmungen eigentlich an die englische Krone fallen müssen. König Heinrich III. sah sich jedoch außerstande, das walisische Fürstentum vollständig zu besetzen und begnadigte deshalb Owain und Llywelyn ap Gruffydd. Das besetzte Perfeddwlad östlich des Conwy fiel jedoch an die englische Grafschaft Chester, während das verbliebene Gwynedd Uwch Conwy zwischen Owain und Llywelyn ap Gruffydd aufgeteilt wurde und unter der Oberhoheit des englischen Königs blieb. Sie verloren zudem die Oberhoheit über Meirionydd, das unter Llywelyn ap Maredudd unter englischer Oberhoheit blieb.

## Folgen
Mit dem Vertrag von Woodstock hatte König Heinrich III. die Vormachtstellung von Gwynedd über die anderen walisischen Fürstentümer gebrochen und nominell selbst die Oberherrschaft über Wales erreicht. Zur Sicherung von Perfeddwlad begann der König mit dem Bau von Dyserth und Deganwy Castle, dazu ließ er weiter Burgen wie Painscastle und Builth ausbauen. Durch die Förderung von Boroughs holte er englische Siedler in das eroberte Land. Bereits ab 1252 begann jedoch Llywelyn ap Gruffydd wieder mit dem Kampf um die Vorherrschaft in Wales, die ihm König Heinrich III. schließlich 1267 im Vertrag von Montgomery zugestehen musste.